# SNCASE SE.1210
Le SE.1210 était un hydravion à coque, conçu en France par la SNCASE (Sud-est Aviation). Monoplan à aile haute, il était la maquette volante du SNCASE SE.1200, un hydravion géant qui ne dépassa pas le stade du projet. Un seul exemplaire du SE.1210 fut construit.